# (11027) Astaf'ev
(11027) Astaf'ev est un astéroïde de la ceinture principale.

## Description
(11027) Astaf'ev est un astéroïde de la ceinture principale. Il fut découvert le 7 septembre 1986 à Nauchnyj par Lioudmila Tchernykh. Il présente une orbite caractérisée par un demi-grand axe de 2,16 UA, une excentricité de 0,09 et une inclinaison de 1,2° par rapport à l'écliptique.

## Compléments